# Élection présidentielle rwandaise de 2024
L'élection présidentielle rwandaise de 2024 a lieu le 15 juillet 2024 afin d'élire le président de la république du Rwanda pour un mandat de cinq ans.
À la tête du Rwanda depuis 1994, le président en exercice et dirigeant du Front patriotique rwandais (FPR), Paul Kagame, part grand favori du scrutin. Une révision constitutionnelle adoptée par référendum en 2015 lui permet de concourir à un quatrième mandat consécutif, tout en abaissant la durée de ce dernier de sept à cinq ans.
À la suite d'une nouvelle révision mise en œuvre en 2023, les élections législatives sont organisées simultanément, et ce pour la première fois depuis 1969.
Paul Kagame est réélu sans surprise avec plus de 99 % des voix. 

## Contexte

### Présidence de Paul Kagame

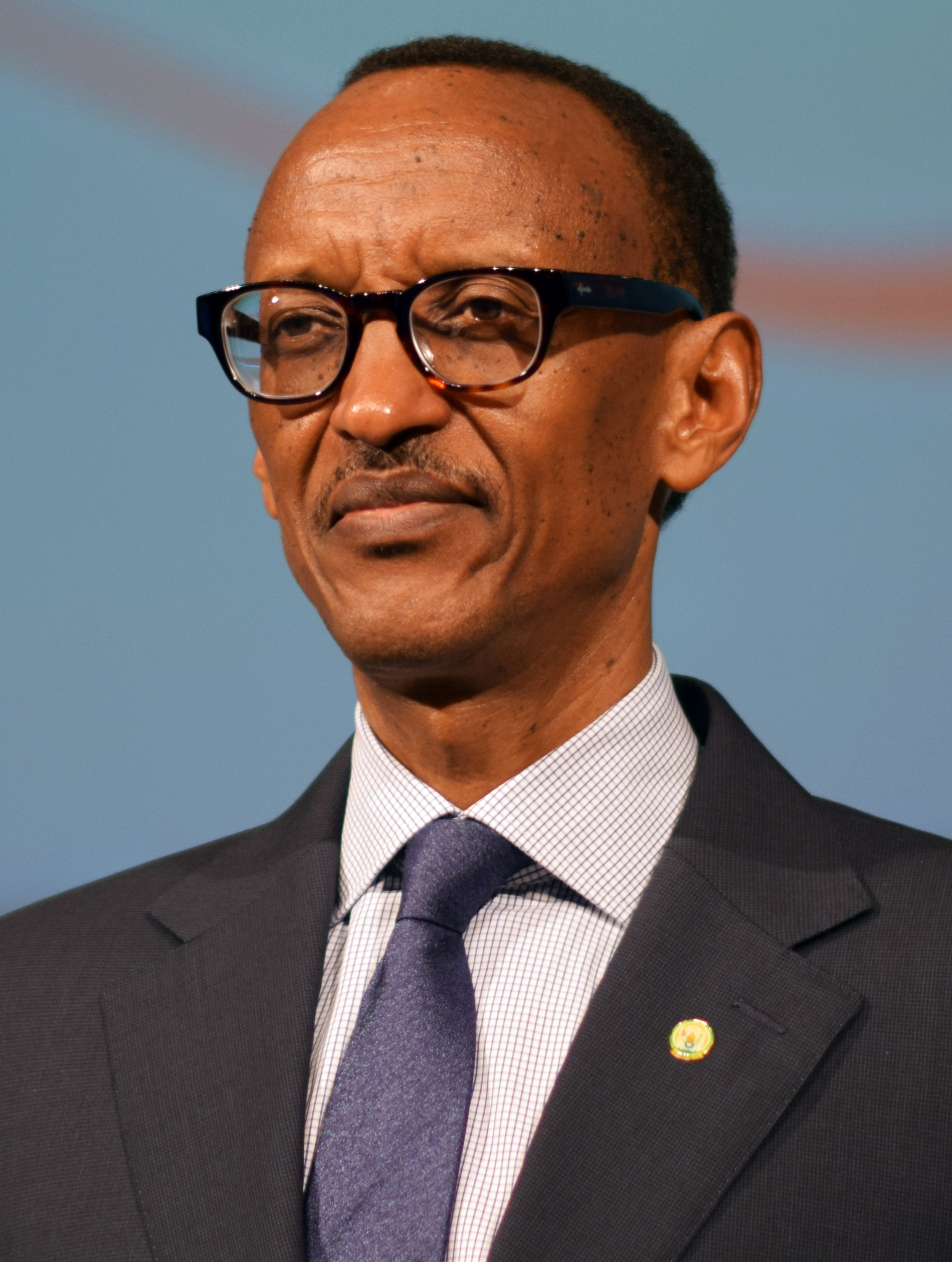
Paul Kagame

Le Président Paul Kagame, du Front patriotique rwandais (FPR), est « l'homme fort du Rwanda » depuis 1994. La Constitution de 2003 interdisant à un président d'exercer plus de deux mandats consécutifs, il fait amender cette dernière par référendum en 2015. Ces changements lui permettent de briguer un troisième mandat « transitoire » de sept ans en 2017, avant la mise en œuvre du quinquennat en 2024. La révision ayant également remise à zéro le compteur du nombre de mandats, Kagame peut ainsi se maintenir au pouvoir jusqu'en 2034.
Le Rwanda n'est généralement pas considéré comme une démocratie. L'ONG Freedom House le décrit comme « l'un des pays les plus répressifs en Afrique », et note que la possibilité pour les citoyens de s'exprimer librement est de plus en plus restreinte en amont de l'élection. Ian Birrell pour le Guardian en 2016 décrit le Rwanda de Paul Kagame comme un État « totalitaire » et un « État policier » où un réseau d'informateurs empêchent toute liberté d'expression ; Marc Sommers pour le New York Times décrit un régime qui se maintient par la force, réprimant les médias indépendants et les mouvements politiques d'opposition. Les élections successives en 2003, 2010 et 2017, sont dénoncées par Amnesty International et Human Rights Watch pour le climat d'intimidation, de peur et de répression exercé par les autorités, pour la fermeture de médias d'opposition, ainsi que pour l'assassinat de plusieurs journalistes et personnalités d'opposition,.
La quasi-totalité des autres partis politiques représentés au Parlement « n'exercent pas le rôle d'une opposition politique » et soutiennent le gouvernement de Paul Kagame, auquel ils ne présentent que des candidats fantoches sans faire réellement campagne.
Les partis situé dans l'opposition au gouvernement sont quant à eux longtemps empêché de présenter des candidats,,, avant la validation en 2017 de la candidature de Frank Habineza, du Parti vert démocratique du Rwanda (PVDR), décrit comme « minuscule » et « seul parti politique d'opposition », qui ne dispose d'aucun siège au Parlement,,,. La même année, la candidature de la militante féministe Diane Rwigara est finalement invalidée après une campagne d'intimidation à son encontre.

### Synchronisation des élections
Les élections législatives sont initialement prévues en septembre 2023 au terme du mandat de cinq ans des députés. Fin mars 2023, cependant, Paul Kagame fait part lors d'un conseil des ministres de sa volonté de reporter le scrutin de manière à synchroniser les législatives avec l'élection présidentielle prévue en août 2024. Les ministres approuvent immédiatement sa décision, qu'il justifie par le besoin de réduire le temps et les coûts consacrés aux scrutins, afin de ne plus dépendre du financement des donateurs pour leur organisation. Le gouvernement estime alors ces économies à six milliards de Franc rwandais, soit environ 4,6 millions d'euros. Une révision constitutionnelle visant à mettre en œuvre ces changements en amendant 20 articles de la Constitution de 2003 est présentée par la Chambre des députés au Sénat, qui vote le texte le 2 juin 2023. Le mandat des députés est ainsi prorogé de plus d'un an. Courant décembre 2023, l'élection est finalement fixée au 15 juillet 2024, avec une période de campagne officielle du 22 juin au 12 juillet.

## Système électoral
Le président de la république du Rwanda est élu au scrutin uninominal majoritaire à un tour pour un mandat de cinq ans renouvelable une seule fois. Est élu le candidat qui obtient le plus de suffrages.
Une révision constitutionnelle adoptée par référendum en décembre 2015 a ramené la durée du mandat de sept à cinq ans. La révision ne s'applique cependant qu'après un dernier mandat transitoire de sept ans, de 2017 à 2024. L'élection présidentielle de 2024 est donc la première à mettre en œuvre ce nouveau quinquennat. La limite du nombre de mandat est par ailleurs remise à zéro, les septennats effectués avant 2024 ne comptant pas dans le décompte des mandats présidentiels suivants.

## Résultats
| Candidat                  | Candidat                  | Parti                     | Voix      | %     |
| ------------------------- | ------------------------- | ------------------------- | --------- | ----- |
|                           | Paul Kagame               | FPR                       | 8 822 794 | 99,18 |
|                           | Frank Habineza            | PVDR                      | 44 479    | 0,50  |
|                           | Philippe Mpayimana        | Indépendant               | 28 466    | 0,32  |
|                           |                           |                           |           |       |
| Votes valides             | Votes valides             | Votes valides             | 8 895 739 | 99,86 |
| Votes blancs ou invalides | Votes blancs ou invalides | Votes blancs ou invalides | 12 137    | 0,14  |
| Total                     | Total                     | Total                     | 8 907 876 | 100   |
| Abstentions               | Abstentions               | Abstentions               | 163 281   | 1,80  |
| Inscrits/Participation    | Inscrits/Participation    | Inscrits/Participation    | 9 071 157 | 98,20 |

## Analyse
Paul Kagame obtient un résultat écrasant de 99 % des voix avec un taux de participation de 98 %, ce qui lui permet d'entamer son sixième mandat consécutif, et son premier quinquennat après quatre septennat. La large victoire de la coalition menée par son parti, le Front patriotique rwandais (FPR), lui permet par ailleurs de continuer à bénéficier du contrôle du parlement.
La victoire de Kagame intervient dans le contexte du rejet des candidatures des réels opposants dont notamment Victoire Ingabire, qui commente les résultats en jugeant que « gagner continuellement l’élection présidentielle avec près de 100 % des voix n’est pas un signe de popularité mais de manque de concurrence »,,. 